# Sphex fumicatus
Sphex fumicatus là một loài côn trùng cánh màng trong họ Sphecidae, thuộc chi Sphex. Loài này được Christ miêu tả khoa học đầu tiên năm 1791.